# Tetrastemma arctica
Tetrastemma arctica  (лат.) — вид вооружённых немертин (Enopla) рода Tetrastemma семейства Tetrastemmatidae (отряд Hoplonemertea, подотряд Monostilifera). Российская Арктика: Белое море. Встречаются в сублиторальной зоне на глубинах 5—25 м.